# Witold Wenclewski
Witold Wenclewski (Łódź, 14 de abril de 1964 - Łódź, 28 de julio de 2014) fue un futbolista polaco que jugaba en la demarcación de defensa.

## Biografía
Debutó en 1981 con el ŁKS Łódź polaco. Jugó en el club un total de 218 partidos, y marcó siete goles en las diez temporadas que permaneció en el equipo. Tras abandonar el club, en 1991 fichó por el KS Sokół Pniewy por dos temporadas. Finalmente, jugó en el Cracovia Chicago estadounidense hasta su retiro como futbolista.
Falleció el 28 de julio de 2014 en Łódź a los 50 años de edad.

## Selección nacional
Jugó un total de cinco partidos con la selección de fútbol de Polonia. Debutó contra Checoslovaquia en un partido amistoso el 27 de octubre de 1987. Además, jugó la clasificación para la Eurocopa 1988. El último partido lo disputó el 1 de junio de 1988 en un partido amistoso contra la Unión Soviética.	

## Clubes
| Club            | País    | Año         | Partidos | Goles |
| --------------- | ------- | ----------- | -------- | ----- |
| ŁKS Łódź        | Polonia | 1981 - 1991 | 218      | 7     |
| KS Sokół Pniewy | Polonia | 1991 - 1993 | ¿?       | ¿?    |